# Hardin County, Ohio
Hardin County är ett administrativt område i delstaten Ohio, USA, med 32 058 invånare. Den administrativa huvudorten (county seat) är Kenton. 

## Geografi
Enligt United States Census Bureau så har countyt en total area på 1 219 km². 1 218 km² av den arean är land och 1 km² är vatten.    

### Angränsande countyn
- Hancock County - nord
- Wyandot County - nordost
- Marion County - öst
- Union County - sydost
- Logan County - syd
- Auglaize County - sydväst
- Allen County - nordväst